# Tartán judío

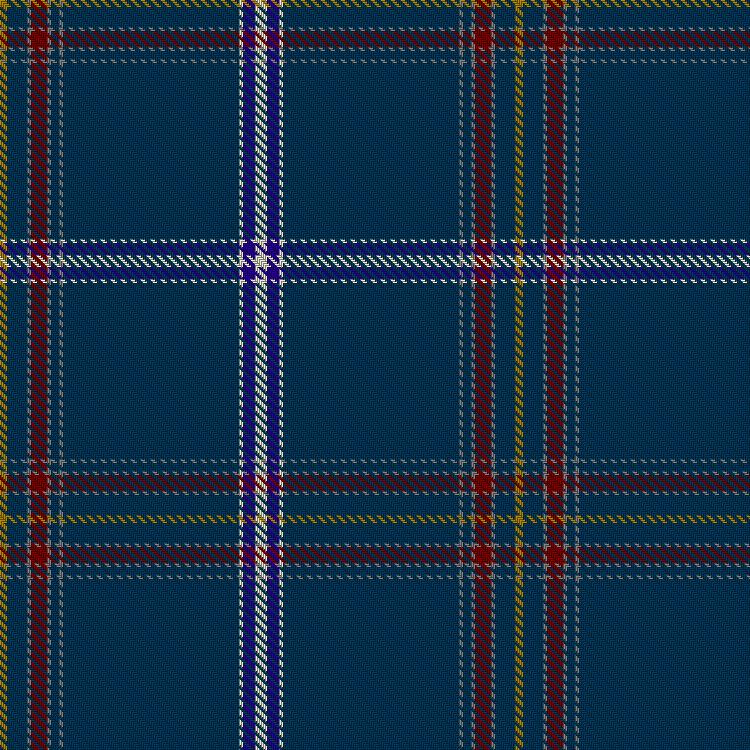
Tartán judío diseñado por Jacobs y Wilton en 2016, del Registro Escocés de Tartanes.

Los tartanes judíos, también llamados tartanes kosher, son tartanes elaborados para la comunidad judía de Escocia, así como para judíos de todo el mundo.

## Antecedentes
Los tartán, patrones a cuadros formados por bandas de colores que se cruzan, han sido un aspecto importante de la cultura escocesa, y su prominencia aumentó a principios del siglo XIX. Varios clanes escoceses y otras asociaciones diseñaron tartanes para representar a sus respectivos grupos.

## Historia
La comunidad judía en Escocia inicialmente no tenía tartanes propios. Si bien los judíos han vivido en Escocia desde al menos el siglo XVII, no comenzaron a llegar a Escocia en cantidades significativas hasta el siglo XIX. Los judíos eran pocos en número, recién llegados culturalmente al país y no formaban parte de los clanes. Sin embargo, a medida que los judíos comenzaron a asimilarse e integrarse más en la sociedad escocesa, la demanda de «tartanes judíos» comenzó a crecer.
El primer tartán judío, llamado Shalom Tartan, fue diseñado en 2008 por Clive Schmulian de la comunidad judía de Glasgow. El Shalom Tartan consta de líneas de negro, blanco y dos tonos diferentes de azul, que representan elementos de las banderas de Escocia e Israel.
Después del debut del Shalom Tartan, el rabino Mendel Jacobs y Brian Wilton de la Scottish Tartans Authority diseñaron otro tartán judío en 2016. Jacobs se inspiró en los tartán de otras minorías étnicas y religiosas de Escocia, como el tartán sij y el tartán polaco. Este segundo tartán tiene líneas azules y blancas, al igual que el Shalom Tartan, para integrar tanto las banderas de Israel como las de Escocia. Una línea adicional en oro representa el Arca de la Alianza, una línea plateada representa la Torá y una línea roja oscura representa el vino del Kidush. Ambos tartán son kosher: están hechos únicamente de lana para cumplir con la ley de shatnez, que prohíbe mezclar lana y lino.
El tartán judío más nuevo está registrado oficialmente en el Registro Escocés de Tartanes.